# Ivica Iliev
Ivica Iliev (serbisch-kyrillisch Ивица Илиев; * 27. Oktober 1979 in Belgrad, SFR Jugoslawien) ist ein ehemaliger serbischer Fußballspieler.

## Verein
Nachdem Iliev sieben Jahre für Partizan Belgrad gespielt hatte, wechselte er 2004 zum FC Messina nach Italien. Er unterschrieb einen Ein-Jahres-Vertrag bei den Italienern.
Im Januar 2006 wechselte er zu dem damaligen Drittligisten Genoa CFC. Messina holte ihn aber im Sommer wieder zurück.
In der Saison 2007/08 spielte er in Griechenland, ehe er im Sommer 2008 zu Energie Cottbus wechselte. Nachdem Energie Cottbus 2008/09 abgestiegen war, wechselte er zum israelischen Klub Maccabi Tel Aviv. In der Saison 2010/11 wechselte er wieder zu seinem Heimatverein Partizan Belgrad. Mit Partizan wurde er serbischer Meister und mit 13 Toren Torschützenkönig der serbischen Liga. Zur Saison 2011/12 wechselte Iliev nach Polen zu Wisła Krakau.

## Nationalmannschaft
Iliev spielte zweimal für die serbisch-montenegrinische Fußballnationalmannschaft. Sein erstes Spiel machte er beim 0:1 gegen die deutsche Fußballnationalmannschaft am 30. April 2003.

## Erfolge
- Serbischer Meister (1998, 2002, 2003 und 2011)
- Serbischer Pokalsieger (1998, 2001 und 2011)
- Torschützenkönig der Serbischen Liga (2011)